# Lianma Flores
 Lianma Flores Stable (Havana, 27 de abril de 1994) é uma jogadora de vôlei de praia cubana.

## Carreira
No ano de 2014 competia com Leila Martínez na conquista da medalha de prata nos Jogos Centro-Americanos e do Caribe  sediados em Veracruze juntas alcançaram a medalha de prata nos Jogos Pan-Americanos de 2015 realizado em Toronto